# Navianos de la Vega
Navianos de la Vega es una localidad española perteneciente al municipio de Alija del Infantado, en la comarca de Tierra de La Bañeza, provincia de León, comunidad autónoma de Castilla y León. Se encuentra a 15 kilómetros de La Bañeza, 25 de Benavente y 55 de León. En la actualidad se halla poblada por unas ciento cuarenta personas con casi un 80% de población envejecida y con índices claros de despoblación.

## Toponimia
Su nombre puede derivar de sus pobladores, quienes provenían de la zona del río Navia.

## Historia
Desde 1094, aproximadamente, formó parte del monasterio de Santa Marina y, posteriormente, del de San Isidoro de León, al igual que las localidades de su entorno, como Genestacio, Quintana o La Nora, entre otros. El monasterio de San Isidoro de León contaba con 25 vasallos, 10 yegüerías de heredamiento de 15 cargas cada una, 5 huertas de fuero, varios fueros más, solares y un prado localizados en esta villa. 
Posteriormente, en 1446, Navianos forma parte de la Iglesia de San Isidoro de León y de los herederos de Pedro Álvarez Osorio de Astorga. En dicha época, el conde de Benavente contaba con vasallos en Navianos. 
En torno a 1750, época en la que se realiza en catastro del Marqués de la Ensenada, esta localidad formaba parte del Marqués de Quintana y era denominada como señorío, contando con 54 casas, 55 vecinos, un mesón y una taberna. Sus vecinos eran en su mayoría jornaleros, aunque también había pastores, un barbero, un mesonero, un sastre y un zapatero. 
En 1785, ya forma parte de la provincia de León y es definida como una villa de señorío, con alcalde pedáneo y con jurisdicción sobre la localidad por parte del Marqués de Montealegre. En época de Madoz, se dice que esta villa cuenta con 112 casas, 120 vecinos, una escuela, una iglesia parroquial cuya patrona era y es Santa María, una ermita destinada a Santo Tirso y un cura de primer ascenso y presentación por el Marqués de Montealegre.
Antes de la construcción del puente que permite la salida de la localidad, los vecinos tenían que cruzar el río Órbigo mediante una barca.

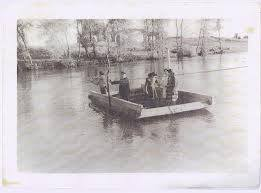
La Barca de Navianos de la Vega

En la actualidad, el gobierno de la localidad está formado por una junta vecinal, compuesta por un presidente y dos vocales. 
La localidad cuenta con una plaza céntrica, restaurada en la actualidad, casas espaciosas que hacen ver que eran destinadas a las cuadras, ganadería y graneros.

## Economía
Está situado en una productiva vega bañada por el río Órbigo y el río Jamuz. La actividad agrícola se centra en el maíz, del que existen amplios cultivos, debido a las subvenciones de la Unión Europea. La vega también produce alubias, patatas, remolacha, trigo, cebada y garbanzos, todos ellos de muy buena calidad, debido a la ligereza del terreno muy rico en humus y a la abundancia de agua para regarlos.

## Monumentos
Sus principales monumentos son la iglesia de Santa María cuyo retablo se encuentra la Virgen de la Inmaculada y que pertenece a la escuela del escultor Gregorio Fernández. Cuenta con edificios construidos con la arquitectura tradicional.